# Frank Whittle
Pour les articles homonymes, voir Whittle.
Frank Whittle, né le 1er juin 1907 à Coventry au Royaume-Uni et mort le 9 août 1996 à Columbia (Maryland) aux États-Unis, est un ingénieur britannique, officier de la Royal Air Force.
Il est reconnu, avec Hans von Ohain, comme l'un des inventeurs du réacteur qu'il breveta le 16 janvier 1930, malgré l'existence d'un brevet antérieur déposé par René Lorin. La RAF n'était pas convaincue du bien-fondé des principes défendus par Whittle et son brevet ne fut plus protégé en 1935 car il n'en paya pas les droits. Mais avec deux anciens de la RAF, il créa une petite structure la Power Jets Ltd et se mettant à temps partiel il réussit à construire un premier réacteur qui tourna le 12 avril 1937.
Il était titulaire de nombreuses distinctions (OM, KBE, FRS, Hon FRAeS).

## Débuts

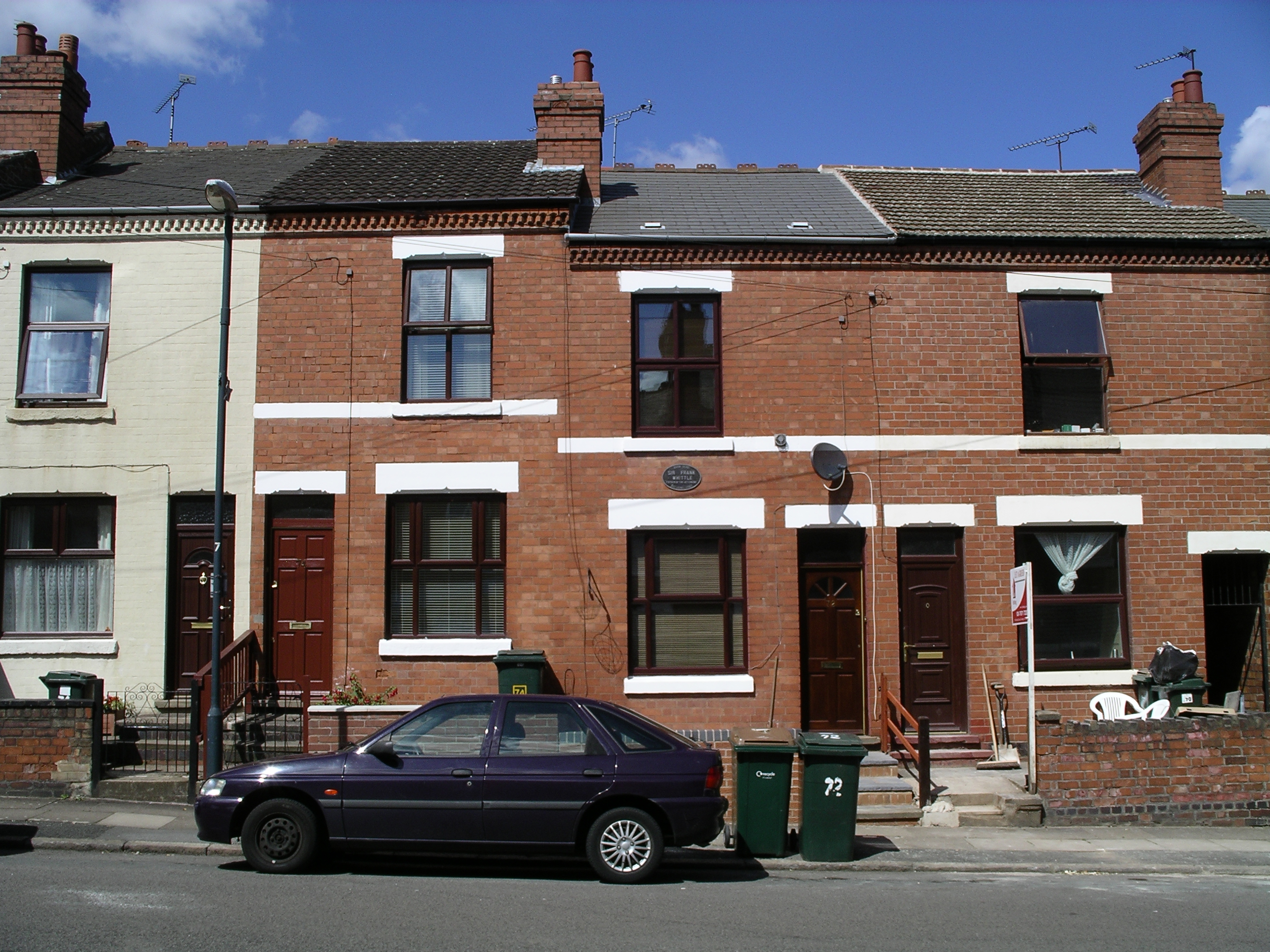
La maison où Frank Whittle est né.

Whittle était né à Coventry en Angleterre. Son père était mécanicien. Il quitta le collège Leamington en 1923 et s’engagea dans la RAF. Pendant son apprentissage pour devenir mécanicien aéronautique dans la RAF (d’abord à Cranwell puis à Halton), il ne cessa de travailler pour la société « Model Aircraft » où il construisit des répliques dont la qualité attira l’attention de son supérieur qui le considérait comme un génie mathématique.
Il fut même si impressionné qu’il le recommanda pour suivre une formation d’officier à l’école de Cranwell (Lincolnshire) en 1926, chose rare pour un roturier dans une structure militaire encore très marquée par la conscience des classes. Pour Whittle ce fut la chance de sa vie, non seulement dans l’optique de devenir officier mais surtout parce que cette formation incluait des cours de pilotage. Seul un pour cent des apprentis terminait habituellement la formation. Whittle termina cependant second de sa classe à 21 ans en 1928 dans les matières « académiques » et avec la mention « pilote exceptionnel et au-dessus de la moyenne. »
L’une des épreuves du cycle d’études consistait à écrire un mémoire. Whittle décida d’écrire le sien sur les futurs développements dans l’aéronautique, notamment sur le vol à haute vitesse et haute altitude (au-dessus de 800 km/h). Il démontra que les progrès très lents de la propulsion par hélice avaient peu de chances de rendre un jour possible des vols avec un tel niveau de performance. Il décrivit au contraire ce qui serait plus tard l'ancêtre du moteur à réaction, c'est-à-dire un moteur à piston fournissant de l’air comprimé à une chambre de combustion dont les gaz d’échappement fourniraient la poussée nécessaire au déplacement de l’aéronef (motorjet ou thermojet en anglais), autrement dit, un système de « réchauffe » (ou post-combustion) fixé à un moteur à explosion). L’idée n’était pas nouvelle, on en parlait déjà dans l’industrie, mais Whittle démontrait que du fait de la raréfaction de l’air, son efficacité augmenterait avec l’altitude. Sur un vol long-courrier, une liaison transatlantique dans l’exemple qu’il avait choisi, le moteur fonctionnerait la plupart du temps à haute altitude et ses performances dépasseraient par conséquent celles des moteurs conventionnels.

## Développement du moteur à réaction
Whittle continua de travailler à son projet de moteur après ses études mais l’abandonna lorsque ses calculs firent apparaître qu’il serait aussi lourd qu’un moteur conventionnel fournissant la même poussée. C’est à ce moment qu'il eut l'idée de remplacer le moteur à pistons par une turbine. Au lieu d’utiliser un moteur à pistons pour fournir de l’air comprimé au dispositif de postcombustion, une turbine aval pourrait utiliser une partie de la puissance fournie par les gaz d'échappement et entraîner un compresseur placé en amont. La poussée résultante servirait à propulser l’appareil.
En juillet 1926, Alan Arnold Griffith avait publié un document sur les compresseurs et les turbines, sujet qu’il avait étudié au Royal Aircraft Establishment (RAE). Il démontrait que de tels dispositifs avaient jusque-là toujours été employés dans un écoulement tourbillonnaire et que l’efficacité des pales de compresseur augmenterait considérablement si on leur donnait un profil aérodynamique. Il poursuivait sa démonstration pour montrer comment le surcroît d’efficacité de tels compresseurs et turbines pourrait permettre de réaliser un moteur à réaction bien qu’il pensât que l’idée n’était pas utilisable telle quelle : il proposait plutôt d'appliquer cette idée à un « turbopropulseur ». À l’époque, les compresseurs utilisaient des compresseurs centrifuges et l’idée ne souleva que peu d’intérêt.
Whittle n’avait acquis que peu de connaissances sur le sujet. Pour soumettre son idée au Ministère de l’Air, il fit transmettre le document à Griffith, qui était la personne en place compétente. Ce dernier semble avoir été convaincu que le concept simpliste de Whittle ne pourrait jamais atteindre le niveau d’efficacité requis pour un moteur. Après avoir relevé notamment une erreur dans les calculs de Whittle, il ajouta qu'un compresseur centrifuge serait trop volumineux pour être utilisé en aéronautique et que les gaz d’échappement utilisés directement ne fourniraient pas une poussée suffisante. La RAF renvoya ces commentaires à Whittle en disant que le concept n’était pas réalisable.
D’autres membres de la RAF n’étaient pas aussi catégoriques, notamment Johnny Johnson (en) qui le convainquit de faire breveter l’idée en janvier 1930. La RAF n’étant pas intéressée par le concept, elle ne le déclara pas 'secret', ce qui fit que Whittle allait en conserver la propriété intellectuelle (qui dans le cas contraire aurait échu à la RAF). Ce refus se révéla plus tard être une chance inespérée.
Entre-temps Whittle avait rejoint le cycle de formation des officiers ingénieurs de la RAF à Henlow (Bedfordshire) en 1932 puis à Cambridge (Peterhouse) en 1934, obtenant son diplôme en Mécanique en 1936 avec la meilleure note (cycle appelé Tripos). Whittle rencontra après la guerre l’ingénieur allemand Hans Joachim Pabst von Ohain qui avait lui aussi conçu et breveté un moteur à réaction en 1936. Whittle lui reprochait de lui avoir volé son idée, mais von Ohain put cependant le convaincre de l’originalité de son invention; ils devinrent ensuite bons amis.

### La société «Power Jets»
Le brevet déposé par Whittle expira en 1935 parce qu’il n'avait pas prévu de payer cinq livres sterling pour son renouvellement et se trouvait à court d'argent. Peu après, il fut contacté par deux anciens de la RAF, Rolf Dudley-Williams et James Tinling, qui désiraient pousser le développement de son moteur. À eux trois, ils fondèrent en 1936 la société Power Jets Ltd. avec un prêt bancaire de 2 000 £. Ils commencèrent leurs travaux avec un moteur expérimental dans une usine de Rugby, Warwickshire appartenant à British Thomson-Houston (BTH), une entreprise de turbines à vapeur. La RAF ne voyait toujours aucun intérêt à accompagner cette recherche mais bien que Whittle fût toujours pilote, il fut mis en disponibilité partielle et autorisé à travailler sur son concept à condition qu’il n’y consacrât pas plus de 6 heures par semaine.
Participer au financement du développement du moteur représentait un problème sérieux. La plupart des investisseurs se tenaient à distance d'un projet qui semblait être à moitié secret mais n’avait pas le soutien de la RAF. Quelque chose clochait : si le système devait marcher, alors pourquoi la RAF ne le finançait-elle pas ? Une fois de plus, quelqu’un n’était pas aussi sceptique que les autres ; en octobre 1936, Henry Tizard, recteur du College impérial de Londres (Imperial College London) et président du Comité sur la recherche aéronautique (Aeronautical Research Committee) envoya de nouveau des détails du moteur WU (Whittle Unit) à Griffith. Griffith avait entre temps commencé à réaliser son projet et, sans doute pour ne pas dévaloriser ses propres efforts, il émit cette fois un avis plus positif. Il maintint sa critique concernant certaines caractéristiques du moteur, semblant ne pas réaliser que ses performances à haute vitesse et à haute altitude constituaient le point clé du programme.
Malgré ces problèmes, Power Jets put terminer la mise au point du WU qui fit un premier essai au banc le 12 avril 1937. Tizard considéra qu’il avait plusieurs longueurs d’avance sur tout autre moteur moderne; il réussit à obtenir du ministère britannique de l’Air un financement d’un montant de 6 000 £ pour réaliser une version du moteur qui puisse être montée sur un avion. Cependant, un an devait s’écouler avant que les fonds ne soient disponibles, retardant d'autant le développement.
Pendant ce temps, les essais du WU continuaient, lequel montrait une fâcheuse tendance à s’emballer. Les travaux étant dangereux par nature, le développement fut transféré en 1938 de Rugby dans une fonderie à moitié désaffectée de BTH à Ladywood près de Lutterworth dans le Leicestershire. En mars 1938, le WU y fit un essai réussi. Bien que le potentiel de ce type de moteur fût devenu évident, le ministère de l'Air continuait à considérer uniquement la production des moteurs à piston.
Pendant ce temps en Allemagne, Hans Joachim Pabst von Ohain qui avait développé un prototype en 1935, avait déjà dépassé ce stade et commencé à produire le réacteur destiné à voler sur le Heinkel HeS 3. Par contraste, lors du déclenchement de la Seconde Guerre mondiale en septembre 1939, Power Jets n'en était encore qu'à employer tout juste dix personnes et les efforts de Griffith au RAE, ou bien encore de Metropolitan-Vickers, restaient tout aussi modestes.
Whittle souffrit énormément du stress résultant de ces hauts et de ces bas. Pour tenir son rythme de travail de 16 h/jour, il « sniffait » de la benzédrine pendant la journée puis prenait des somnifères pour dormir la nuit. Il maigrit beaucoup et devint irascible.
Au début de la guerre, le ministère intervertit les priorités et réexamina les divers projets en cours. Vers 1939, Power Jets pouvait à peine payer sa facture d’électricité lorsqu’une autre visite de représentants du Ministère de l’Air vint changer le cours des choses. Cette fois, Whittle put faire tourner le WU à pleine puissance pendant 20 minutes sans problèmes. L’un des membres de la commission était le directeur de la recherche scientifique H. E. Wimperis; il quitta la démonstration entièrement convaincu de l'importance du projet. À cette époque en Allemagne les études de Hans Joachim Pabst von Ohain servent à Heinkel et Messerschmitt qui étudient deux avions à réaction différents mais équipés avec la même turbine à gaz Junkers Jumo.
Un contrat de développement fut alors immédiatement passé avec Power Jets; un appel d’offres fut lancé auprès de plusieurs sociétés pour mettre en place une chaîne de production capable de fournir 3 000 moteurs en 1942. Power Jets n’ayant aucun moyen propre de fabrication en série, le Ministère de l’Air proposa de répartir les contrats de développement et de fabrication entre BTH, Vauxhall et Rover. Finalement, seul Rover resta partie prenante au contrat. Le Ministère proposa aussi un contrat pour réaliser une cellule adaptée (un réacteur de grand diamètre de type WU (compresseur radial) ne pouvait pas être monté sur une cellule d'avion à hélice) et ce fut Gloster qui remporta le marché.

Whittle avait déjà réfléchi à la façon de monter le WU sur un avion ; le nouveau contrat porta sur un système appelé « Whittle Supercharger Type W.1 ». Cependant, Rover était dans l’incapacité d’assurer la production du moteur W.1. avant que la cellule du Gloster expérimental ne soit prête. Whittle bricola alors un moteur à partir d’éléments récupérés des essais et l’appela le W.1X qui fit son premier essai au banc le 14 décembre 1940. Ce moteur équipa le Gloster E28/39 pour effectuer des essais de roulage et l’appareil fit un premier bond en l’air le 7 avril 1941, soit deux ans après le premier vol de l'avion à réaction allemand Heinkel He 178 (en août 1939). 

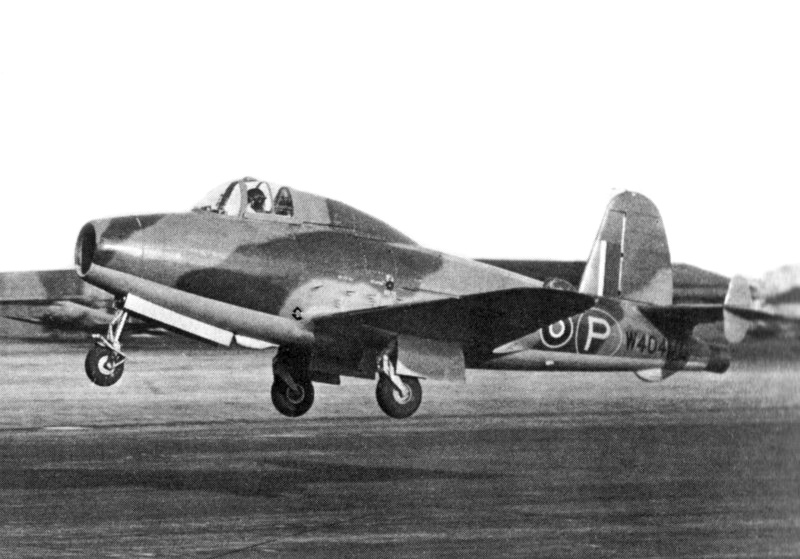
Le Gloster E.28/39, le premier avion à réaction britannique

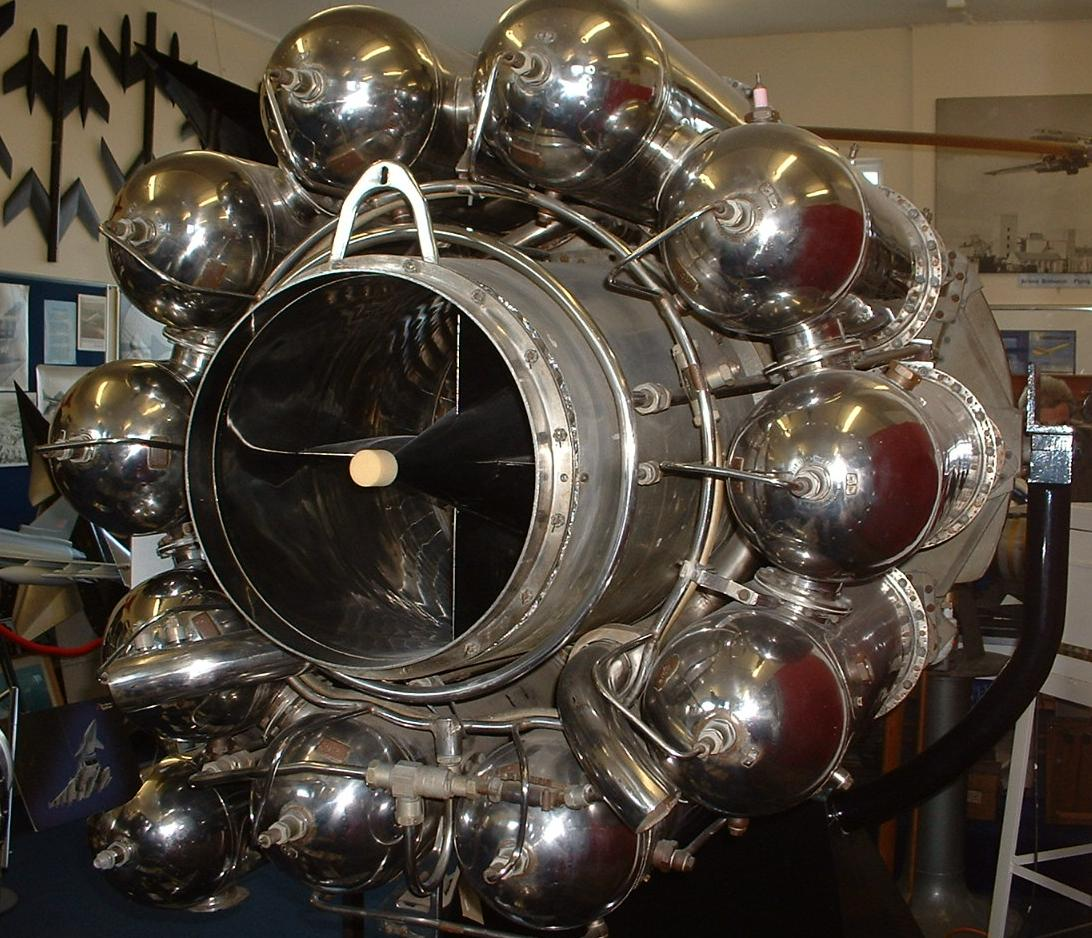
Le moteur W2/700 qui vola sur Gloster E28/39 (le premier avion britannique équipé d’un turboréacteur) et sur le Gloster Meteor

Il existe un film sur les premiers essais secrets du E.28. On y voit des citoyens « lambda » vivant près du site interviewés par la BBC dix ans plus tard. Ils se souviennent de leur stupéfaction en voyant un avion volant sans hélice et de la question débattue dans les pubs de la région à cette époque : comment cela pouvait-il marcher ?
Une nouvelle étude donna naissance au moteur W.2. Tout comme le W.1, il se caractérisait par un « flux inversé », c’est-à-dire que les gaz sortant des chambres de combustion étaient tout d’abord redirigés vers l’avant du moteur avant d’entrer dans la turbine. Ceci permettait de « replier » l'écoulement, les chambres de combustion étant disposées autour de la turbine, d'où un gain important sur la longueur du moteur.
Power Jets consacra aussi en mai 1940 quelque temps à l’étude du W.2Y, un concept similaire mais présentant un écoulement uniquement longitudinal, ce qui d’une part augmentait la longueur du moteur et provoquait une certaine criticité des arbres de transmission mais simplifiait la conception générale. Pour minimiser la masse de l’arbre de transmission, le W.2Y en implémentait le principe sous la forme d'un tube dont le diamètre était presque égal au disque de turbine avec un rétreint à chaque extrémité au niveau des liaisons avec le compresseur et la turbine.
Le Ministère de l’Air, se languissant désormais d’obtenir un avion à réaction opérationnel, donna son feu vert à BTH pour réaliser un intercepteur bimoteur qui devint le Gloster Meteor. Le Meteor devait être équipé du W.2 ou du moteur similaire Halford H.1 (appelé plus tard « Goblin ») mais de Havilland décida de conserver tous les moteurs Halford pour son propre avion à réaction, le de Havilland Vampire.

### Rover
En 1941, Rover installa un laboratoire pour l’équipe de Whittle et une chaîne de production dans l’usine abandonnée de Barnoldswick ainsi que pour ses propres ingénieurs à Waterloo Mill, Clitheroe. C’est là qu'Adrian Lombard (en) essaya de développer à partir du W.2 un moteur adapté à la production en série, faisant abstraction des chambres de combustion à flux inversé de Whittle et en réalisant un corps plus allongé et de conception plus simple. Le travail continuait à Barnoldswick sur l’idée originale de Whittle rebaptisée W.2B/23, le concept de Lombard étant lui baptisé W.2B/26. Whittle était indigné par cette évolution, considérant que tous les efforts devaient être axés sur un seul concept et le plus rapidement possible.
Vers la fin 1941, il devint évident que l’alliance entre Power Jets et Rover ne fonctionnait pas. Whittle était frustré par l’incapacité de Rover de fournir des pièces d’un niveau de qualité « série » ainsi que par leur attitude hautaine (« on sait ça mieux que vous ») et éleva la voix de plus en plus souvent. Rover perdit peu à peu son intérêt dans le projet à la suite des retards et des reproches permanents de Power Jets.

### Rolls-Royce
En 1940, Stanley Hooker de Rolls-Royce avait rencontré Whittle et l’avait ensuite présenté au directeur de Rolls, Ernest Hives. Hooker dirigeait chez Rolls la division des compresseurs qui était toute désignée pour travailler sur les moteurs à turbine. Hives accepta de fournir les pièces indispensables pour faire avancer le projet et ce furent des ingénieurs de Rolls qui aidèrent à résoudre les problèmes sur les premiers moteurs. Début 1942, Whittle commanda à Rolls six moteurs, appelés WR.1 et identiques au W.1.
Les problèmes de Rover devinrent un secret de Polichinelle et Spencer Wilkes (Rover) rencontra Hives et Hooker au pub Swan and Royal près de l’usine de Barnoldswick. Ils décidèrent d’échanger l’usine de moteurs de Barnoldswick contre celle de moteurs de tanks de Rolls à Nottingham. L’accord fut entériné par une poignée de main. L’échange se fit en fait le 1er janvier 1943, bien que la date officielle du transfert de propriété soit ultérieure. Rolls ferma bientôt l’usine « parallèle » de Rover à Clitheroe, bien qu’il y eût poursuivi le développement du W.2B/26.
Le rythme des essais et de la production passa aussitôt à la vitesse supérieure. Au mois de décembre, Rover avait testé le W.2B pendant un total de 37 h mais au cours du mois suivant, Rolls-Royce le testa pendant 390 h. Le W.2B fit son premier essai de 100 h à pleine puissance, soit 725 kgf ou 7,11 kN) le 7 mai 1943. La cellule du prototype du Meteor était terminée, il décolla le 12 juin 1943. Des versions série commencèrent à sortir de chaîne en octobre, tout d’abord sous la désignation W.2B/23, puis RB.23 (Rolls-Barnoldswick) et finalement Rolls-Royce Welland. L’usine de Barnoldswick était trop petite pour y produire des moteurs en série et elle redevint un simple centre de recherche sous la direction de Hooker, tandis qu’une autre usine sortait de terre à Newcastle-under-Lyme. Le W.2B/26, rebaptisé Rolls-Royce Derwent, inaugura la nouvelle chaîne de fabrication et remplaça bientôt le Welland, ce qui permit d'arrêter la fabrication à Barnoldswick fin 1944.

### Évolution du réacteur, compresseur radial ou axial
Malgré des retards (Hitler avait exigé que le chasseur Messerschmitt Me 262 soit transformé en bombardier), la Luftwaffe devançait la Grande-Bretagne de neuf mois. Les Allemands devaient faire face à d’énormes problèmes d’approvisionnement en alliages légers résistants aux hautes températures. Les moteurs à compresseur axial conçus par Anselm Franz avaient une durée de vie moyenne de 10 à 25 h, un peu plus aux mains d'un pilote expérimenté ; certains explosaient parfois au premier démarrage.
Les moteurs qui équipaient les Meteor étaient beaucoup plus fiables. Les moteurs britanniques avaient une durée de vie moyenne entre révisions (MTBO) de 150 h, un taux poussée/masse double et une consommation spécifique inférieure de moitié. Vers la fin de la guerre, toutes les entreprises de Grande-Bretagne travaillaient sur des concepts de moteurs à réaction inspirés de celui de Whittle ou le fabriquaient directement sous licence.
Pendant la guerre de Corée, les F-86 Sabre américains équipés de moteurs à écoulement axial inspirés de celui de Franz combattaient des Mikoyan-Gourevitch MiG-15 équipés de copies du moteur Nene de Rolls Royce. Vers la fin des années 1950 cependant, la plupart des moteurs avionnés sur les chasseurs aussi bien américains que soviétiques n’appliquaient plus le principe de Whittle mais fonctionnaient avec un écoulement axial.

### Développements ultérieurs
Alors que la mise au point du moteur W.2 avançait sans accrocs, Whittle fut envoyé en mission à Boston (Massachusetts) vers le milieu de l’année 1942 pour aider le programme de réacteur de General Electric. GE, le principal fournisseur de turbocompresseurs des États-Unis était un candidat idéal pour lancer rapidement la production de moteurs à réaction. Une cellule d’avion simplifiée, réalisée par Bell Aircraft Corporation et équipée d’un moteur W.2B fit un vol en automne 1942 sous la désignation Bell P-59 Airacomet.
Les travaux de Whittle chez Power Jets continuèrent et aboutirent aux moteurs améliorés W.2/500 et W.2/700. Les deux furent instrumentés pour être testés sur des Meteor, le W.2/700 étant plus tard équipé d’un système de postcombustion (appelé aussi « réchauffe » dans le jargon aéronautique) ainsi que d’un dispositif expérimental d’injection d’eau destiné à refroidir le moteur et permettant d’augmenter la puissance sans que la turbine fonde. Whittle étudia aussi le principe de l’écoulement axial préconisé par Griffith et conçut le moteur L.R.1. D’autres développements englobèrent l’utilisation de soufflantes qui brassent une masse d’air plus importante, soit en amont (entrée d’air) comme sur les turboréacteurs à double flux modernes, soit en aval (en sortie de tuyère), disposition plus inhabituelle mais un peu plus simple à réaliser.
Les travaux de Whittle avaient provoqué une petite révolution chez les motoristes britanniques et même avant que le E.28/39 n’ait volé, la plupart des sociétés avaient déjà créé leurs propres départements de recherche. En 1939, Metropolitan-Vickers lança un projet pour développer un turbopropulseur à écoulement axial mais modifia le concept ultérieurement pour en faire un moteur à réaction pur baptisé Metrovick F.2. Rolls-Royce avait déjà copié le W.1 pour fabriquer le WR.1 (moins puissant) mais arrêta de travailler sur ce projet après avoir repris les résultats des recherches de Rover. La société de Havilland avait lancé en 1941 un projet de chasseur à réaction appelé tout d’abord « Spider Crab », puis plus tard Vampire avec un moteur maison, le Goblin (Halford H.1) de Frank Halford. Armstrong Siddeley avait aussi développé un concept à écoulement axial, l’ASX mais suivit plus tard le cheminement inverse de Vickers et en fit un turbopropulseur, le Python.
Toute l’industrie travaillant sur ses propres projets, Power Jets n’était plus en mesure de faire des bénéfices. En avril 1944, Power Jets fut nationalisée et devint National Gas Turbine Establishment sur le site expérimental de Ladywood. Elle fusionna en 1946 avec les divisions de RAE dans le cadre d’une réorganisation.

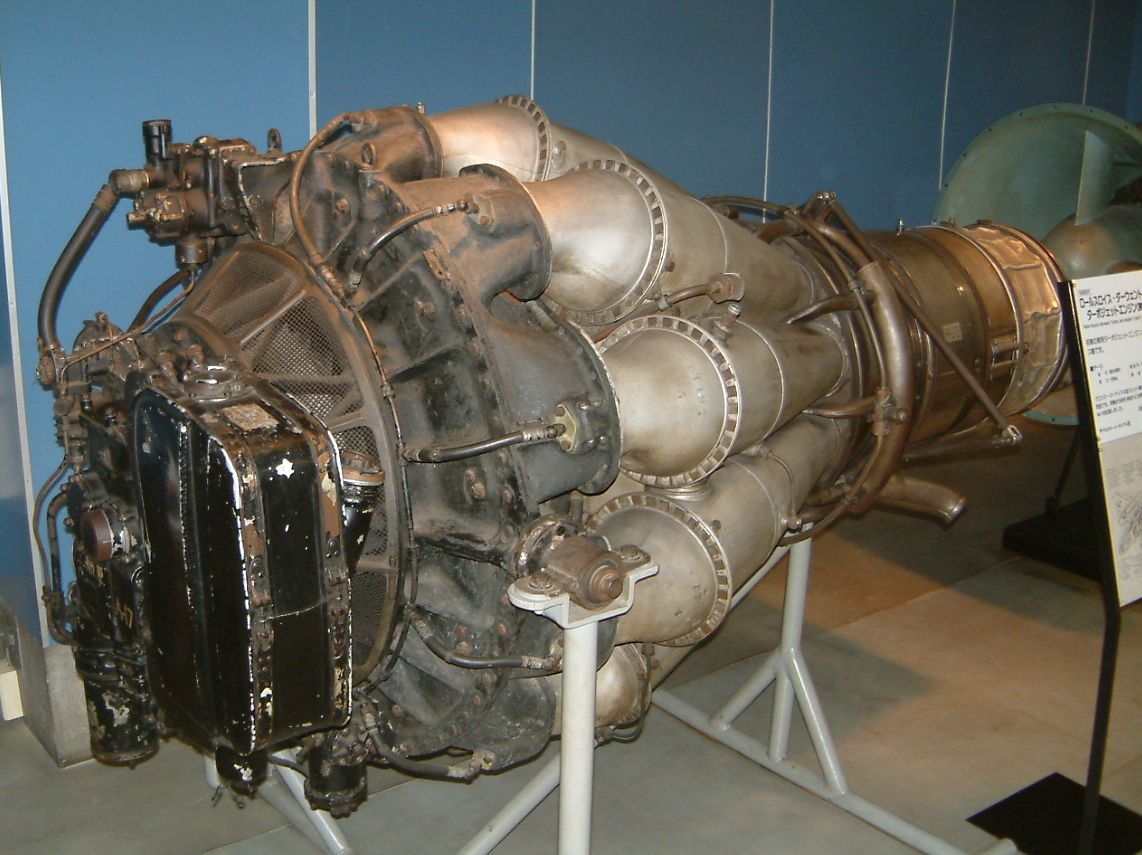
Le moteur Rolls-Royce Derwent.

## Après-guerre
Whittle, privé de droits de vote, abandonna ce qui restait de Power Jets en 1948. Socialiste de longue date, l'expérience vécue au travers des nationalisations le fit changer d’avis et il fit campagne pour le parti conservateur, notamment en faveur de son ami Dudley Williams (en), directeur de Power Jets, et élu plus tard député d’Exeter. Il quitta aussi la RAF, se plaignant de problèmes de santé, avec le grade de Air Commodore (commodore de l’air). Peu après, il reçut la somme de 100 000 livres sterling de la commission royale de récompense des inventeurs (Royal Commission on Awards to Inventors), destinée en partie à le dédommager d’avoir remis la totalité de ses parts dans Power Jets au moment de la nationalisation. Il fut élevé au grade de chevalier commandeur de l'ordre de l’Empire britannique (Knight Commander of the Order of the British Empire, KBE) la même année.
Il intégra alors la BOAC comme conseiller technique pour les turbines à gaz. Il voyagea ensuite pendant plusieurs années pour superviser les projets de développements de réacteurs dans plusieurs pays dont les États-Unis et le Canada, en Asie et au Moyen-Orient. Il quitta la BOAC en 1952 et travailla l’année suivante à ses mémoires Jet: The Story of a Pioneer. Il fut décoré cette année-là par la Royal Society of Arts de la médaille Albert Medal (en).
Il retourna travailler dans l’industrie en 1953 comme spécialiste d’ingénierie dans une filiale de la société Shell. Il y développa un nouveau type de trépan automoteur mû par une turbine actionnée par la boue pompée sous pression dans le puits de forage et qui était utilisée comme lubrifiant. Le forage s’effectue normalement au moyen de tubes fixés l’un à l’autre et actionnant le trépan par leur propre rotation, le concept de Whittle impliquait qu’on n’avait plus besoin d’avoir une liaison mécanique solide avec la structure en surface, ce qui permettait d'utiliser des tuyauteries plus légères.
Whittle quitta Shell en 1957 mais ce projet fut repris en 1961 par Bristol Siddeley Engines, qui mit au point les Bristol Siddeley Whittle Tools pour poursuivre le développement du concept. Rolls Royce acquit Bristol Siddeley en 1966 mais la pression financière et la faillite due au dépassement de coûts du projet de moteur RB211 provoqua la mort lente du dispositif de forage par turbine (turbo drill) de Whittle. L’idée fut reprise à la fin des années 1990 lorsqu’elle fut combinée au dispositif de tuyauterie spiralée en une seule pièce (continuous coiled pipe), permettant de faire des forages ininterrompus sous n’importe quel angle. Ce type de forage permet d’atteindre une poche d'hydrocarbures à la verticale puis de s’incliner sur le côté pour accélérer le pompage.
Whittle émigra aux États-Unis en 1976 et accepta l’année suivante le poste de « NAVAIR Research Professor » à l'Académie navale d'Annapolis. Ses recherches portèrent essentiellement sur l’étude de la couche limite puis il travailla à mi-temps de 1978 à 1979. Cela lui permit d’écrire un ouvrage sur la thermodynamique des turbines à gaz. C’est à cette époque qu’il rencontra Hans von Ohain qui travaillait alors à la base aérienne Wright-Patterson. Ils échangèrent leurs points de vue et Ohain put le convaincre qu'il n'avait pas copié l'idée de Whittle. Ils devinrent amis et firent des tournées ensemble à travers les États-Unis. En 1991, von Ohain et Whittle reçurent le prix Charles Stark Draper en récompense de leurs travaux sur les moteurs à réaction.
Frank Whittle est mort le 9 août 1996 à Columbia, d'un cancer du poumon.

## Vie privée
Frank Whittle avait épousé Dorothy Lee (1904-1996) en mai 1930 et ils eurent deux fils. Ce mariage fut dissous en 1976 et Whittle épousa Hazel Hall (1915-2007).

## Distinctions
- Chevalier commandeur de l'ordre de l’Empire britannique (KBE) en 1948[6]
- Membre de l'Ordre du Mérite britannique (OM) en 1986[7]
- Membre de la Royal Society

## Monuments et commémorations

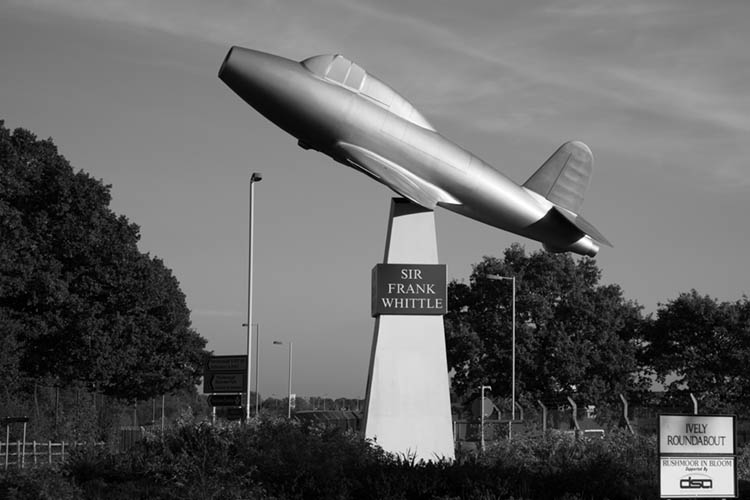
Monument à la mémoire de Sir Frank Whittle sur l’aéroport de Farnborough.

Plusieurs monuments perpétuent le souvenir de Whittle :
- Le centre de recherches du Midland Air Museum
- une maquette grandeur nature du Whittle E.28/39 a été érigée à la limite nord de l’aéroport de Farnborough dans le Hampshire (Royaume-Uni) ;
- un monument similaire a été érigé au centre d’un sens giratoire près de Lutterworth où Whittle a effectué une grande partie de ses recherches.